# Alprazolam
Alprazolam (poznan pod zaščitenim imenom Xanax) je kratkotrajno delujoč anksiolitik iz skupine benzodiazepinov. Na tržišču je tudi v obliki tablete s podaljšanim sproščanjem (Xanax XR). Alprazolam lahko povzroči zasvojenost in njegova uporaba se pogosto zlorablja. Obe obliki, s takojšnjim in podaljšanim sproščanjem, se nahata na tržišču tudi v obliki generičnih zdravil (npr. Helex).

## Indikacije
Alprazolam je kot anksiolitik indiciran pri tesnobi, fobijah, paničnih napadih. Pri uporabi, daljši od 8 tednov, se pojavlja toleranca, zato je priporočljivo kratkotrajno zdravljenje. Pri dolgotrajnejšem zdravljenju, če je potrebno, je zaradi tolerance običajno treba zvišati odmerek. 

## Stranski učinki
Nezaželeni učinki: Če se pojavi preobčutljivostna reakcija v obliki izpuščaja, težav z dihanjem, zatekanja obraza, ustnic, jezika ali žrela, je treba poiskati zdravniško pomoč. Zdravniška pomoč je potrebna tudi, če se pojavi zlatenica. Ostali stranski učinki, ki se lahko pojavijo so:
- evforija
- zaspanost
- neobčutenje strahu, ogroženosti
- potrtost s samomorilskimi ali samouničevalnimi mislimi
- vzneseno razpoloženje
- halucinacije
- razdražljivost
- omotica
- zavrto mokrenje
- glavobol, utrujenost, bolečine v sklepih in šibkost (simptomi kot pri gripi)
- govorne težave
- kratkotrajna izguba spomina in težave s pomnjenjem[9]
- anterogradna amnezija in težave s koncentracijo
- spremembe v ješčnosti in s tem tudi v telesni teži
- zamegljen vid, vznemirjenost težave z ravnotežjem
- zaprtje, driska, slabost in bruhanje
- motnje spolne sle
- suha usta ali pogosteje povečano nastajanje sline
- znojenje
- vnetje kože
- agresivnost[10]
- manija[11]

Paradoksni neželeni učinki
- hiperaktivnost
- živčnost
- nemirnost
- nespečnost
- mišični trzljaji
- tremor
- krči